# Gnadochaeta fulvicornis
Gnadochaeta fulvicornis là một loài ruồi trong họ Tachinidae.